# Federico Kiesow
Federico Kiesow (Brüel, 28 marzo 1858 – Torino, 2 dicembre 1940) è stato uno psicologo tedesco.

## Biografia
Si formò a Lipsia con Wilhelm Wundt, quindi giunse nel 1894 a Torino per apprendere le tecniche del pletismografo e dello sfigmomanometro, utilizzate nello studio del lavoro muscolare da Angelo Mosso, Zaccaria Treves e Mariano Luigi Patrizi. Assistente di Mosso nel 1896, iniziò ad occuparsi di psicologia, riproducendo il modello di lavoro interattivo messo a punto da Wundt.
Nel 1906, dopo aver ottenuto la cattedra di psicologia presso la Facoltà di filosofia e lettere dell'Università degli Studi di Torino, si impegnò nella fondazione di un moderno Istituto di psicologia, dedito allo studio di tempi di reazione, velocità dell'impulso nervoso e fenomeni ottici.
Nel 1919 fondò l'Archivio italiano di psicologia con Agostino Gemelli e nel 1922 ne divenne direttore.
Nel 1926, in occasione dell'VIII Congresso internazionale di psicologia di Groningen, ribadisce il suo dissenso alle impostazioni di tipo gestaltistico, schierandosi tra le concezioni antitetiche di Wilhelm Wundt e Carl Stumpf chiaramente dalla parte del suo maestro.
Nel 1933 si ritira dalla carriera universitaria.